# SIGPAC

Perímetre de l'incendi de 2012 a l'Empordà vist amb el visor del SIGPAC

El Sistema d'Informació Geogràfica de parcel·les agrícoles (SIGPAC) és una aplicació SIG del Govern d'Espanya (Ministeri d'Agricultura, Alimentació i Medi Ambient) que permet identificar geogràficament les parcel·les declarades pels agricultors i ramaders, en qualsevol règim d'ajudes relacionat amb la superfície conreada o aprofitada pel bestiar en tot el territori espanyol.
Es va concebre inicialment amb el propòsit de facilitar als agricultors la presentació de sol·licituds (per exemple per als ajuts de la PAC), amb suport gràfic, així com per a facilitar els controls administratius i sobre el terreny. El SIGPAC a més s'ha convertit en una eina d'enorme utilitat en camps diferents de l'agrari (geologia, infraestructures, urbanisme ...), per la seva concepció i desenvolupament, en el qual es fa ús continu i permanent de les tecnologies més avançades en informació geogràfica automatitzada.
Totes aquelles persones que no estiguin d'acord amb el contingut de la informació que figura a l'SIGPAC poden presentar una sol·licitud de modificació acompanyant la documentació acreditativa del canvi, si bé no tot el sistema és al·legable i cada comunitat autònoma el regula amb normatives pròpies.
El sistema consta d'un mosaic d'ortofotos digitals que abasten tot Espanya, sobre les quals, inicialment, se superposen els plànols parcel·laris de cadastre de rústica, de manera que, per a cada referència concreta, el sistema proporciona automàticament la imatge en pantalla de la parcel·la referenciada, permetent també la seva impressió en paper.
El 2010 es va llançar una nova versió, el SIGPAC 5, que està desenvolupada sobre tecnologia Silverlight de Microsoft. Les principals novetats d'aquesta versió són: 
- S'amplia les funcions per crear nous croquis declaratius de parcel·les agràries.
- S'incorpora un zoom finestra.
- S'ha incorporat una eina d'obtenció de coordenades.
- S'ha dissenyat un arbre de capes que permet agrupar aquestes.

## Origen
El Reglament (CE) núm 1593/2000, del Consell, de 17 de juliol de 2000, que modifica el Reglament (CEE) nº 3508/92, pel qual s'estableix un Sistema Integrat de Gestió i Control (SIGC) de determinats règims d'ajuda comunitaris, obliga a crear un Sistema Gràfic Digital d'Identificació de Parcel·les Agrícoles, utilitzant les tècniques informàtiques d'Informació geogràfica, recomanant a més, la utilització d'ortoimatges aèries o espacials.
El SIGPAC és doncs el sistema d'identificació de parcel·les agràries, a efectes de la gestió i el control dels règims d'ajut establerts per Reglament comunitari, així com per als règims d'ajuts en els quals calgui identificar les parcel·les i, per tant, és l'única base de referència per a la identificació de les parcel·les agrícoles en el marc de la política agrícola comuna.
Aquest registre depèn del Fons Espanyol de Garantia Agrària (FEGA) i del Departament d'Agricultura de la comunitat autònoma corresponent, i la gestió, l'explotació i el manteniment de la informació registrada al SIGPAC correspon a la Direcció General de Desenvolupament Rural.

## Objectius
Entre els objectius més importants del Projecte SIGPAC figuren els següents:
- Facilitar als agricultors la presentació de sol·licituds, mitjançant la producció dels suports gràfics necessaris per a les declaracions de superfície.
- Facilitar els controls administratius, ja que la informació digital ajudarà l'Administració a identificar millor l'origen dels errors derivats de les declaracions dels agricultors o de l'enregistrament de les dades, i servirà de suport documental per a la resolució de casos dubtosos detectats com a resultat d'aquests controls.
- Facilitar els controls sobre el terreny, agilitzant la localització de parcel·les i permetent la realització de "visites ràpides" tant en els controls clàssics com de teledetecció.

## Elaboració i contingut de la informació
El SIGPAC s'ha elaborat a partir de la informació de què disposa el Cadastre. Els usos que tenen assignats els recintes s'atribueixen tenint en compte la informació prèvia disponible i també a partir de la fotointerpretació. La superposició de les parcel·les cadastrals i els usos del sòl constitueixen els recintes. Si bé hi ha una equivalència entre la parcel·la cadastral i la SIGPAC, no passa el mateix a nivell de subparcel·la. El recinte SIGPAC substitueix la subparcel·la cadastral. Aquest recinte no coincideix amb la subparcel·la cadastral. A aquests efectes, un recinte SIGPAC és una superfície contínua del terreny dins una parcel·la amb un ús agrícola únic definits en el SIGPAC: cítrics, forestal, fruiter, horta, oliverar, etc.
La base de dades del SIGPAC conté tant informació gràfica com alfanumèrica. La informació gràfica del SIGPAC es compon de la delimitació geogràfica referenciada de cada parcel·la del terreny, que inclou un o diversos recintes classificats amb algun dels usos que defineix el sistema, superposada a un conjunt d'imatges de satèl·lit o ortoimatges aèries, que compleixen les normes exigides a una cartografia oficial a escala mínima 1:5.000, i que proporcionen una visió contínua de terreny de tot el territori català.
Cada campanya (anualment) hi ha renovació de les ortofotografies, actualitzant conforme se’n van obtenint les imatges dels vols més recents. A Catalunya, l'Institut Cartogràfic de Catalunya (ICC) posa a disposició la descàrrega gratuïta de les imatges al seu lloc web. Cadascuna de les parcel·les conté un o més recintes classificats amb algun dels usos definits al SIGPAC. La base de dades alfanumèrica conté la informació mínima següent de cadascun dels recintes: codis d'identificació, superfície mesurada, perímetre, codi d'ús assignat, incidències detectades en la subdivisió, coeficient de regadiu, coeficient de pastura, pendent mitjà mesurat, elegibilitat, i nombre d'oliveres en el supòsit de les parcel·les oleícoles i les seves característiques identificatives.

## Eines similars
- IBERPIX. Ortofotos y cartografia raster Arxivat 2013-12-13 a Wayback Machine.. Aquesta aplicació web és també del Govern d'Espanya, encara que en aquest cas l'IGN (Instituto Geográfico Nacional) (Ministeri de Foment).
- Portal SIGNA (Sistema d'Informació Geogràfica Nacional d'Espanya) (Instituto Geográfico Nacional)
- Consulta de Dades Cadastrals Arxivat 2012-03-15 a Wayback Machine. (Seu Electrònica del Cadastre), també del Govern d'Espanya, Ministeri d'Hisenda i Administracions Públiques.
- Goolzoom (GoolInvent SLU), aplicació web d'empresa privada que permet consultar dades i mapes de diverses fonts, incloent els del SIGPAC i cadastre espanyol.
- Visor de l'Institut Cartogràfic i Geològic de Catalunya, que també incorpora informació del SIGPAC.